# 斯伍茜·库尔茨
斯伍茜·库尔茨（英語：Swoosie Kurtz，1944年9月6日—），女，美国演员。曾获得黄金时段艾美奖喜剧类影集最佳客串女演员。